# مهد الحضارة
مهد الحضارة، هو مصطلح يشير إلى الأماكن المشهود لها بأنها مولد الحضارة. في ثقافات أوروبا الغربية والشرق الأوسط استخدمت في الدلالة على العصر النحاسي للشرق الأدنى القديم (فترة العبيد ونقادة)، وخصوصًا في منطقة الهلال الخصيب (بلاد الرافدين وبلاد الشام)، المعروفة ب سوريا و العراق و لبنان و الأردن و فلسطين ولكنها امتدت أيضًا لتشمل أماكن من أرمينيا، والهضبة الإيرانية. ومن بين الثقافات الواقعة على طول أودية النهر الطويل، ظهرت حضارات أخرى في آسيا أبرزها نهر السند في شبه القارة الهندية والنهر الأصفر في الصين. ظهرت أيضًا حضارات مستقلة في مصر ونورتي شيكو (Norte Chico) التي أصبحت تسمى بيرو، والأنديز ووسط أمريكا. إذا كانت الكتابة تعد مؤشرات على مدى التحضر، فإن أول «مهد» للكتابة هو سومر (جمدة نصر).
وعرف العلماء الحضارة بأنها تقوم على الزراعة والمنشآت الحضرية، وعلى هذا فإنها تعد نتيجة للثورة الزراعية. هناك توجه حالي إلى أنه لم يكن "مهدًا واحدًا، بل عدة حضارات، تطورت باستقلالية، أولها العصر الحجري للشرق الأدنى. وهناك محل نزاع حول مدى أهمية التأثير بين الحضارات الأولى في الهلال الخصيب وفي شرق آسيا. ويقر العلماء بأن حضارة نورتي شيكو التي أصبحت تسمى بيرو وحضارة وسط أمريكا ظهرتا كل على حدة من حضارة أوراسيا.

## تاريخ الفكرة
دار حول مفهوم «مهد الحضارة» جدل شديد. ويُنسب الاستخدام المجازي لكلمة مهد لتعني «المكان أو المنطقة التي ينشأ بها أو يأوي إليها أي شيء في مراحله الأولى» في قاموس أكسفورد الإنجليزي إلى سبنسر (1590). يذكر التاريخ القديم لرولينز (Rollin's Ancient History) (عام 1734) أن «مصر التي كانت تمثل في بادئ الأمر مهدًا للأمة المقدسة.»
وتلعب عبارة «مهد الحضارة» دورًا حيويًا في التصوف القومي. وظلت تستخدم في الثقافات الشرقية والغربية، على سبيل المثال في القومية الهندية (بحثًا عن مهد الحضارة (In Search of the Cradle of Civilization) (عام 1995) والقومية التايوانية (تايوان — مهد الحضارة 2002). ويظهر هذا المصطلح أيضًا في التاريخ الزائف الخفي، فيوجد مثلًا في كتاب يورانشيا (Urantia Book) الملقب زورًا «الجنة الثانية» أو علم الآثار الزائف فيما يتعلق بحجارة الميجليث في بريطانيا (كتاب الحضارة الأولى 2004،
بريطانيا القديمة: مهد الحضارة 1921).

## نشوء الحضارة
يمكن ملاحظة العلامات الأولى للعملية التي أدت إلى نشوء الحضارة المستقرة في المشرق الأدنى (العراق ،سوريا، مصر)منذ 12000 قبل الميلاد، بعد استقرار الثقافة النطوفية؛ إذ تطورت حضارة المشرق الأدنى إلى مجتمع زراعي بحلول 10000 قبل الميلاد. أدى ازدياد أهمية المياه، فيما يتعلق بالحفاظ على الإمدادات الغذائية الوفيرة والمستقرة نتيجة الظروف المواتية للصيد وصيد الأسماك وغيرها من الموارد بما فيها الحبوب، إلى توفير اقتصاد أولي واسع النطاق أدى إلى إنشاء قرى دائمة.
ظهرت أولى المستوطنات الحضرية البدائية مع عدة آلاف من السكان في العصر الحجري الحديث، كانت منف والوركاء من أوائل المدن التي استوطنها عشرات الآلاف من السكان بحلول القرن الحادي والثلاثين قبل الميلاد.
يتم تمييز الأوقات التاريخية، بغض النظر عن عصور ما قبل التاريخ، بتزامنها مع «البدء بالاحتفاظ بالسجلات التاريخية الماضية لصالح الأجيال القادمة»، بصيغة كتابية أو شفوية. يتزامن نشوء الحضارة مع بعض الأحداث الأولية مثل تطور الكتابة من الكتابة البدائية، والعصر النحاسي في المشرق الأدنى، والفترة الانتقالية بين العصر الحجري الحديث والعصر البرونزي خلال الألفية الرابعة قبل الميلاد، وتطور الكتابة البدائية في هارابا في وادي السند بجنوب آسيا نحو عام 3300 قبل الميلاد، وتليها الكتابة البدائية الصينية التي تطورت إلى نص أوراكل العظمي ومرة أخرى ظهور أنظمة الكتابة في أمريكا الوسطى في 900 قبل الميلاد تقريبًا.
في حالة عدم وجود وثائق مكتوبة، فإن معظم جوانب نشوء الحضارات المبكرة واردة في التقييمات الأثرية التي توثق تطور المؤسسات الرسمية والحضارة المادية. يرتبط أسلوب الحياة «المتحضر» في نهاية المطاف بالظروف التي تأتي بشكل شبه حصري من الزراعة المكثفة. وعرّف جوردون تشايلد تطور الحضارة كنتيجة لثورتين متتاليتين؛ هما ثورة العصر الحجري الحديث (الثورة الزراعية)، التي أدت إلى تطور المجتمعات المستقرة، والثورة الحضرية، التي عززت الميول نحو المستوطنات الكثيفة والمجموعات المهنية المتخصصة والطبقات الاجتماعية واستغلال الفوائض والتأثيرات الضخمة. المباني العامة والكتابة. ومع ذلك، فإن القليل من هذه الشروط تؤكد عليها السجلات: لم يتم إثبات وجود مدن كثيفة في المملكة القديمة في مصر، وكان سكان المدن متناثرين في منطقة حضارة المايا، وكانت شعوب الإنكا تجهل الكتابة على الرغم من تمكنهم من الاحتفاظ بسجلات الكيبو، والتي قد تكون أيضًا كان لها استخدامات أدبية؛ وغالبًا ما سبقت العمارة الضخمة أي مؤشر على استيطان القرية. على سبيل المثال، قرر الباحثون أن الثقافات التي كانت في الأساس بدويةً في ولاية لويزيانا الحالية، نُظمت على مدى أجيال لبناء تلال ترابية في المستوطنات الموسمية منذ 3400 قبل الميلاد. وبدلًا من تعاقب الأحداث والشروط المسبقة، يمكن افتراض نشوء الحضارة على أنه عملية متسارعة بدأت بالزراعة الأولية وبلغت ذروتها في العصر البرونزي المشرقي.

## مَهد وحيد أو مُهد متعددة
ترجح النظريات التقليدية لانتشار الحضارة أنها بدأت في الهلال الخصيب (العراق و سوريا و الأردن و لبنان و فلسطين)وانتشرت من هناك. يعتقد العلماء بشكل عام الآن أن الحضارات قد نشأت بشكل مستقل في عدة مواقع في نصفي الكرة الأرضية، إذ لاحظوا أن التطورات الاجتماعية والثقافية حدثت عبر أطر زمنية مختلفة. واستمرت المجتمعات «المستقرة» ومجتمعات «الرحل» في التفاعل بشكل كبير، ولكن لم تُقسم بشكل صارم بين المجموعات الحضارية المختلفة. يركز مفهوم مهد الحضارة على مجيء السكان لبناء المدن وإنشاء أنظمة الكتابة وتجربة تقنيات صنع الفخار واستخدام الأدوات المعدنية وتدجين الحيوانات (الاستئناس) وتطوير البناء الاجتماعي المعقد الذي ينطوي على أنظمة طبقية.
تحدد الحضارات الحالية بشكل عام خمسة مواقع ظهرت فيها الحضارة بشكل مستقل.
- الهلال الخصيب.
  - وادي دجلة والفرات.
  -  وادي النيل.
  - سهل الغانج الهندي.
- سهل شمال الصين.
- الساحل الأندي.
- ساحل خليج وسط أمريكا.

ما يثير اهتمام العلماء اليوم هو سبب نشوء الحضارات الأولى وزمان ومكان نشوئها أيضًا. اعتمدت اقتصادات جميع الحضارات الأولى على الزراعة، مع استثناء محتمل لحضارة الساحل الأندي التي ربما اعتمدت في البداية بقدر كبير أو أكثر على الموارد البحرية. يفترض جارد دايموند أن السبب في أن الهلال الخصيب كان الحضارة الأولى هو كونها موطنًا أصليًا للنباتات التي يمكن استئناسها بسهولة (القمح والشعير، من بين أمور أخرى) والحيوانات الأليفة الكبيرة (الماشية والخنازير والأغنام والخيول). على النقيض من ذلك، استغرق الأمر آلاف السنين من التربية الانتقائية في أمريكا الوسطى حتى تصبح الذرة منتجةً بما يكفي لتكون محصولًا أساسيًا. كانت أمريكا الوسطى تفتقر أيضًا إلى الحيوانات الأليفة الكبيرة، في حين كانت اللاما هي الحيوان الوحيد الضخم المستأنس في جبال الأنديز بأمريكا الجنوبية. وكانت اللاما كبيرةً بما يكفي لتكون حيوانات تحميل ولكنها ليست كبيرة بما يكفي لركوبها أو استعمالها كحيوانات جر. من جهة أخرى، تفتقر أستراليا إلى كل من النباتات التي يسهل استئناسها والحيوانات الكبيرة.